# 米色
米色（Beige）是一種顏色，是一種白色系的顏色，也可以分在橙色系。米色是名白而微黄的颜色，類似於稻米的顏色而得名，常作為服饰、装饰用品的颜色之用。
一般而言，麻布的顏色就是米色。